# Ludwik Glatman
Ludwik August Glatman ps. „Ludomir(a)”, „Zygmunt Ludomira” (ur. 1859, zm. w marcu 1915 w Krakowie) – polski filolog, historyk, literat, dziennikarz prasowy, publicysta, wydawca, profesor gimnazjalny.

## Życiorys
Ludwik August Glatman urodził się w 1859. Kształcił się w C. K. Wyższym Gimnazjum w Wadowicach. Z zawodu był historykiem literatury i filologiem. Pracował jako nauczyciel w Nowym Sączu, skąd później przeniósł się do Sanoka. Publikował prace w dziedzinie beletrystyki historycznej. Równolegle zaangażował się w działalność dziennikarską, wydawniczą, redaktorską i publicystyczną w prasie polskiej. Tworzył także poezje, był autorem wierszy: Goniec spod Maratonu, opublikowanego w prospekcie III Zlotu Sokolstwa Polskiego w Krakowie w 1896, o charakterze patriotycznym. Na cześć Kościuszki, Na uroczystość kościuszkowską „Sokołów” sanockich i inne. W latach 90. był wydawcą i sekretarzem redakcji miesięcznika „Przegląd Literacki”, organu Związku Literackiego w Krakowie. Od początku istnienia w maju 1910 wydawanego w Sanoku czasopisma „Tygodnik Ziemi Sanockiej” był jego redaktorem naczelnym i odpowiedzialnym do pierwszego tygodnia stycznia 1912 (tygodnik był prowadzony przez środowisko narodowych demokratów). W czasopiśmie publikował różnego rodzaju artykuły, a tym recenzje literackie (m.in. utworu współpracującej z gazetą Janiny Kossak-Pełeńskiej). W numerze 26 z 23 października 1910 ukazało się wspólne oświadczenie L. Glatmana i zastępcy kierownika szkoły wydziałowej męskiej w Sanoku, Aleksandra Mochnackiego, w którym obaj odnieśli się w kwestii wcześniejszych krytycznych i obraźliwych wypowiedzi na swój temat. Przez pewien czas po odejściu ze stanowiska głównego redaktora publikował nadal w tym piśmie, a w wydaniu z 26 października 1913 ukazał się jego wiersz pt. Pożegnanie Sanoka. Był redaktorem odpowiedzialnym i wydawcą dziennika „Głos Narodu”. Publikując swoje prace używał pseudonimu „Ludomir(a)”, ponadto publikował pod tożsamością Zygmunt Ludomir(a).
Został nauczycielem. Reskryptem z 25 lipca 1900 C. K. Rady Szkolnej Krajowej jako zastępca nauczyciela został przeniesiony w tym charakterze z C. K. Gimnazjum w Nowym Sączu do C. K. Gimnazjum w Jaśle. W szkole uczył języka polskiego i języka niemieckiego. Rozporządzeniem C. K. Rady Szkolnej Krajowej z 23 lipca 1902 w charakterze zastępcy nauczyciela został przeniesiony z Gimnazjum w Jaśle do C. K. I Gimnazjum w Tarnowie. W szkole uczył języka łacińskiego, języka polskiego (1902/1903), języka łacińskiego, języka polskiego (1903/1904). Rozporządzeniem C. K. Rady Szkolnej Krajowej z 19 sierpnia 1904 w charakterze zastępcy nauczyciela został przeniesiony z Tarnowa do C. K. Seminarium Żeńskiego w Krakowie. Ponadto pracował także w Gimnazjum w Bochni. Reskryptem z 22 września 1906 C. K. Rady Szkolnej Krajowej jako zastępca nauczyciela został przeniesiony w tym charakterze z C. K. Seminarium Nauczycielskiego Żeńskiego w Krakowie do C. K. Gimnazjum w Sanoku. W szkole uczył języka polskiego, języka niemieckiego, geografii, historii, a ponadto historii krajowej, języka francuskiego. Był członkiem Towarzystwa Upiększania Miasta Sanoka. Reskryptem z 5 września 1912 C. K. Rady Szkolnej Krajowej został mianowany profesorem w Prywatnym Gimnazjum Polskim w Podhajcach. Tam pracował do czasu wybuchu I wojny światowej.
Po inwazji rosyjskiej schronił się w Krakowie. Zmarł w Krakowie w 1915 w wieku 56 lat. Pogrzeb odbył się 28 marca 1915 w Krakowie.
Jego żoną była Stanisława Żebrowska. W okresie pracy Ludwika Glatmana w Sanoku uczniami i absolwentami sanockiego gimnazjum byli jego synowie: Zdzisław Maria Glatman (ur. 1891, matura w 1909) i Gerard Maria Glatman (ur. 1893 w Krakowie, matura w 1912, student prawa, poległy podczas I wojny światowej w 1916 w szeregach Legionów Polskich).

## Publikacje
- Krzysia Haraburdzianka (1893, Lwów; w: „Gazeta Narodowa”[17]
- Raj utracony. Opowiadanie historyczne (w: „Czas” od 172/1894)[33]; w: „Tygodnik Ziemi Sanockiej” 23-28/1910)[34][35][36][37][38][39]
- Kachna Strusiówna. Obrazek historyczny (w: „Czas” od 193/1895[40]; w: „Tygodnik Ziemi Sanockiej” 34/1910 – 1911[41][42])
- Opowieści i wspominki historyczne. Seria I (1895, Kraków)[43][44]
- O awanturniczej lekarce polskiej w w. XVIII (w: „Przegląd Literacki” 1/1896)[10]
- Skon Jana III (przedruk w: „Czas” 137/1896, Kuryer Poznański 138/1896, Słowo Polskie 143/1896)[45]
- Matrona i kokota. Szkic historyczno-obyczajowy z czasów saskich (1897)[46]
- Duszyczko ma. Pieśń z operetki „Poseł z Krakowa” (1898, Kraków; współautor: Władysław Grzymała Zbierzchowsk)
- Kopernik (w: „Diabeł” 12/1898)[47]
- Spór dwóch kościołów. Szkic historyczny z XVIII wieku („Przewodnik Naukowy i Literacki” 1898)[48]
- Odsłonięcie pomnika Mikołaja Kopernika w dziedzińcu Wszechnicy Jagiellońskiej w dniu 7 czerwca 1900 (w: „Diabeł” 11/1900)[49]
- Pieśń o Tadeuszu Rejtanie (ok. 1900, Kraków; współautorzy: Józef Sierosławski; L. Zwoliński i Spółka)
- „Gdy nam koledzy sprzyja pogoda”. Marsz na chór męzki z tow. ork. dętej (ok. 1900, ułożył Józef Sierosławski, słowa: Zygmunt Ludomira)
- Pojedynek Tarły. Szkic historyczny z XVIII wieku (w: Wędrowiec 1-6/1903)[50]
- Szkice historyczne (1906, Kraków)
- Jak Żydzi zrywali sejmy. Szkic historyczny z XVIII wieku (w: „Głos Narodu” 87-88/1896, „Niwa” 17/1897[51]; w: Szkice Historyczne 1906[52])
- Halpirowa. Doktorka medycyny i okulistka polska w XVIII wieku w Stambule (szkic historyczny na podstawie nieznanego pamiętnika) („Przewodnik Naukowy i Literacki” 1896[53]; 1906, Kraków[54]; w: „Tygodnik Ziemi Sanockiej” 54/1911[55], oraz 14-30/1913[56]
- Piątek (humoreska) (w: „Tygodnik Ziemi Sanockiej” 3-5/1910)[57]
- Mimi (nowelka) (w: „Tygodnik Ziemi Sanockiej” 21-22/1910)[58]
- Perukajtis. Epizod z boju pod Grunwaldem (w: „Dodatek Literacki” do „Nowej Reformy” 140/1910[59]; w: „Tygodnik Ziemi Sanockiej” 9, 12, 13/1910)[60]
- Wielka wojna. Szkic historyczny. W pięćsetną rocznicę zwycięstwa pod Grunwaldem (1410-1910)  (1910, Warszawa)[61]
- Grzegorz z Sanoka. Opowiadanie historyczne (w: „Tygodnik Ziemi Sanockiej” 19-44/1911)[62].
- Zosia Zbrożkówna (Epizod z życia królewicza Władysława) (w: „Tygodnik Ziemi Sanockiej” 30-31/1910)[63]
- Wilia wnuków Sobieskiego. Wspomnienie historyczne (w: „Tygodnik Ziemi Sanockiej” 35/1910[64]
- Gody w Dobromilu. Urywek z powieści historycznej (w: „Tygodnik Ziemi Sanockiej” 52-54/1911)[65].
- Powstanie sanockie 1809 r. (w: „Tygodnik Ziemi Sanockiej” 54/1911)[66]
- Kościuszko w Sosnowicy. Obrazek historyczny (w: „Tygodnik Ziemi Sanockiej” 23-26/1912[67]; w: Rozwój 295/1913)[68]
- Bojowiska polskie (w: „Nowa Reforma” 410/1914)[69]
- Babskie rządy w Zamościu[4]
- Sukcesorów imci pana ordynata Marcina Zamoyskiego spór o ordynację (przyczynek do dziejów ordynacji Zamojskiej z czasów saskich) (1920, Zamość, Książnica Zamojska t. 19; współautor: Zygmunt Pomarański)